# Non ci resta che vincere
Non ci resta che vincere (Campeones) è un film del 2018 diretto da Javier Fesser.
Campioni (2023) è il remake di questo film, diretto da Bobby Farrelly.

## Trama
Un allenatore professionista di pallacanestro, dopo essere stato licenziato e arrestato, è costretto ad un periodo di lavori socialmente utili per evitare la detenzione. Si troverà ad allenare una squadra composta esclusivamente da persone con disabilità intellettiva, che gli faranno riscoprire i veri valori della vita e dello sport. La squadra parteciperà al campionato spagnolo dedicato alle persone disabili, riuscendo ad arrivare in finale. Pur non vincendo la partita, sia i giocatori che l'allenatore  riusciranno a comprendere dei valori fondamentali nello sport e nella vita, grazie allo scambio reciproco.
Il film è ispirato alla storia della squadra di basket Aderes Burjassot, composta da persone con disabilità intellettiva, che vinse dodici campionati in Spagna tra il 1999 e il 2014. Il personaggio di Román è ispirato all'allenatore

## Riconoscimenti
- 2019 - Premio Goya
  - Miglior film
  - Miglior attore rivelazione a Jesús Vidal
  - Miglior canzone a Este es el momento
  - Candidatura per il miglior regista a Javier Fesser
  - Candidatura per il miglior attore protagonista a Javier Gutiérrez
  - Candidatura per il miglior attore non protagonista a Juan Margallo
  - Candidatura per la migliore attrice rivelazione a Gloria Ramos
  - Candidatura per la miglior sceneggiatura originale a David Marqués e Javier Fesser
  - Candidatura per la miglior produzione a Luis Fernández Lago
  - Candidatura per il miglior montaggio a Javier Fesser
  - Candidatura per il miglior sonoro a Arman Ciudad, Charly Schmukler e Alfonso Raposo